# Fermanagh and South Tyrone (circonscription de l'Assemblée d'Irlande du Nord)
Pour les articles homonymes, voir Fermanagh and South Tyrone.
Fermanagh and South Tyrone (irlandais : Fear Manach agus Tír Eoghain Theas, Ulster Scots: Fermanay an Sooth Owenslann) est une circonscription de l'Assemblée d'Irlande du Nord.
Le siège a d'abord été utilisé pour une élection en Irlande du Nord uniquement pour l'Assemblée d'Irlande du Nord en 1973. Il partage généralement des limites avec la circonscription du Parlement britannique de Fermanagh and South Tyrone, mais les limites des deux circonscriptions étaient légèrement différentes de 1983 à 1986 car les limites de l'Assemblée n'avaient pas rattrapé les changements de limites parlementaires et de 1996 à 1997 lorsque les membres du Forum d'Irlande du Nord avait été élu dans les circonscriptions parlementaires nouvellement tracées, mais le 51e Parlement du Royaume-Uni, élu en 1992 selon les limites des circonscriptions de 1983 à 1995, était toujours en session.
Des membres ont ensuite été élus dans la circonscription à la Convention constitutionnelle de 1975, à l'Assemblée de 1982, au Forum de 1996 puis à l'Assemblée actuelle à partir de 1998.
Pour plus de détails sur l'histoire et les limites de la circonscription, voir Fermanagh and South Tyrone (circonscription du Parlement britannique).

## Membres
| Élection               | MLA (parti)              | MLA (parti)                    | MLA (parti)              | MLA (parti)              | MLA (parti)              | MLA (parti)           | MLA (parti)               | MLA (parti)       | MLA (parti)       | MLA (parti)      | MLA (parti) | MLA (parti)             |
| ---------------------- | ------------------------ | ------------------------------ | ------------------------ | ------------------------ | ------------------------ | --------------------- | ------------------------- | ----------------- | ----------------- | ---------------- | ----------- | ----------------------- |
| 1973                   | 5 sièges 1996–1998       | 5 sièges 1996–1998             |                          | Thomas Daly (SDLP)       |                          | Austin Currie (SDLP)  |                           | John Taylor (UUP) |                   | Harry West (UUP) |             | Ernest Baird (Vanguard) |
| 1975                   | 5 sièges 1996–1998       | 5 sièges 1996–1998             | John McKay (UUP)         | Thomas Daly (SDLP)       |                          | Austin Currie (SDLP)  |                           |                   |                   | Harry West (UUP) |             | Ernest Baird (Vanguard) |
| 1982                   | 5 sièges 1996–1998       | 5 sièges 1996–1998             |                          | Owen Carron (Sinn Féin)  | Raymond Ferguson (UUP)   | Austin Currie (SDLP)  | Ken Maginnis (UUP)        |                   | Ivan Foster (DUP) |                  |             |                         |
| 1996                   | 5 sièges 1996–1998       | 5 sièges 1996–1998             | Gerry McHugh (Sinn Féin) | Tommy Gallagher (SDLP)   | Sam Foster (UUP)         | Maurice Morrow (DUP)  | Ken Maginnis (UUP)        |                   |                   |                  |             |                         |
| 1998                   |                          | Michelle Gildernew (Sinn Féin) | Gerry McHugh (Sinn Féin) | Tommy Gallagher (SDLP)   | Sam Foster (UUP)         | Maurice Morrow (DUP)  | Joan Carson (UUP)         |                   |                   |                  |             |                         |
| 2003                   | Tom O'Reilly (Sinn Féin) | Michelle Gildernew (Sinn Féin) | Tom Elliott (UUP)        | Tommy Gallagher (SDLP)   | Arlene Foster (UUP/ DUP) | Maurice Morrow (DUP)  |                           |                   |                   |                  |             |                         |
| 2007                   | Gerry McHugh (Sinn Féin) | Michelle Gildernew (Sinn Féin) | Tom Elliott (UUP)        | Tommy Gallagher (SDLP)   | Arlene Foster (UUP/ DUP) | Maurice Morrow (DUP)  |                           |                   |                   |                  |             |                         |
| 2011                   | Seán Lynch (Sinn Féin)   | Michelle Gildernew (Sinn Féin) | Tom Elliott (UUP)        |                          | Arlene Foster (UUP/ DUP) | Maurice Morrow (DUP)  | Phil Flanagan (Sinn Féin) |                   |                   |                  |             |                         |
| Juillet 2012 co-option | Seán Lynch (Sinn Féin)   | Bronwyn McGahan (Sinn Féin)    | Tom Elliott (UUP)        |                          | Arlene Foster (UUP/ DUP) | Maurice Morrow (DUP)  | Phil Flanagan (Sinn Féin) |                   |                   |                  |             |                         |
| Juin 2015 co-option    | Seán Lynch (Sinn Féin)   | Bronwyn McGahan (Sinn Féin)    | Neil Somerville (UUP)    |                          | Arlene Foster (UUP/ DUP) | Maurice Morrow (DUP)  | Phil Flanagan (Sinn Féin) |                   |                   |                  |             |                         |
| Janvier 2016 co-option | Seán Lynch (Sinn Féin)   | Bronwyn McGahan (Sinn Féin)    | Alastair Patterson (UUP) |                          | Arlene Foster (UUP/ DUP) | Maurice Morrow (DUP)  | Phil Flanagan (Sinn Féin) |                   |                   |                  |             |                         |
| 2016                   | Seán Lynch (Sinn Féin)   | Michelle Gildernew (Sinn Féin) |                          | Richie McPhillips (SDLP) | Arlene Foster (UUP/ DUP) | Maurice Morrow (DUP)  | Rosemary Barton (UUP)     |                   |                   |                  |             |                         |
| 2017                   | Seán Lynch (Sinn Féin)   | Michelle Gildernew (Sinn Féin) |                          | Jemma Dolan (Sinn Féin)  | Arlene Foster (UUP/ DUP) | 5 sièges 2017–présent | 5 sièges 2017–présent     |                   |                   |                  |             |                         |
| Juin 2017 co-option    | Seán Lynch (Sinn Féin)   | Colm Gildernew (Sinn Féin)     |                          | Jemma Dolan (Sinn Féin)  | Arlene Foster (UUP/ DUP) | 5 sièges 2017–présent | 5 sièges 2017–présent     |                   |                   |                  |             |                         |
| Juillet 2021 co-option | Áine Murphy (Sinn Féin)  | Colm Gildernew (Sinn Féin)     |                          | Jemma Dolan (Sinn Féin)  | Arlene Foster (UUP/ DUP) | 5 sièges 2017–présent | 5 sièges 2017–présent     |                   |                   |                  |             |                         |
| Octobre 2021 co-option | Áine Murphy (Sinn Féin)  | Colm Gildernew (Sinn Féin)     | Deborah Erskine (DUP)    | Jemma Dolan (Sinn Féin)  |                          | 5 sièges 2017–présent | 5 sièges 2017–présent     |                   |                   |                  |             |                         |
| 2022                   | Áine Murphy (Sinn Féin)  | Colm Gildernew (Sinn Féin)     | Deborah Erskine (DUP)    | Jemma Dolan (Sinn Féin)  | Tom Elliott (UUP)        | 5 sièges 2017–présent | 5 sièges 2017–présent     |                   |                   |                  |             |                         |

Note: Les colonnes de ce tableau sont utilisées uniquement à des fins de présentation et aucune importance ne doit être attachée à l'ordre des colonnes. Pour plus de détails sur l'ordre dans lequel les sièges ont été remportés à chaque élection, voir les résultats détaillés de cette élection.

## Élections

### Assemblée d'Irlande du Nord

#### 2022
| Parti | Parti                              | Candidat          | %      | Comptage | Comptage | Comptage | Comptage | Comptage | Comptage | Comptage | Comptage |
| Parti | Parti                              | Candidat          | %      | 1        | 2        | 3        | 4        | 5        | 6        | 7        | 8        |
| --- | ---------------------------------- | ----------------- | ------ | -------- | -------- | -------- | -------- | -------- | -------- | -------- | -------- |
| | Sinn Féin                          | Jemma Dolan       | 16.87% | 9,067    |          |          |          |          |          |          |          |
| | Ulster Unionist                    | Tom Elliott       | 10.12% | 5,442    | 5,497    | 5,497    | 7,607    | 8,112    | 9,007    |          |          |
| | Sinn Féin                          | Colm Gildernew    | 14.07% | 7,562    | 7,865    | 7,898    | 7,904    | 8,124    | 8,128    | 8,129    | 9,279    |
| | Sinn Féin                          | Áine Murphy       | 13.73% | 7,379    | 7,644    | 7,691    | 7,693    | 7,815    | 7,816    | 7,816    | 9,104    |
| | DUP                                | Deborah Erskine   | 9.80%  | 5,272    | 5,333    | 5,333    | 5,469    | 5,532    | 6,536    | 6,564    | 6,695    |
| | DUP                                | Paul Bell         | 7.91%  | 4,255    | 4,301    | 4,301    | 4,693    | 4,788    | 6,033    | 6,050    | 6,187    |
| | SDLP                               | Adam Gannon       | 7.13%  | 3,836    | 4,394    | 4,402    | 4,439    | 5,987    | 6,027    | 6,029    |          |
| | TUV                                | Alex Elliott      | 5.75%  | 3,091    | 3,165    | 3,165    | 3,288    | 3,351    |          |          |          |
| | Alliance                           | Matthew Beaumont  | 4.81%  | 2,583    | 3,024    | 3,026    | 3,151    |          |          |          |          |
| | Ulster Unionist                    | Rosemary Barton   | 5.41%  | 2,912    | 2,959    | 2,959    |          |          |          |          |          |
| | Aontú                              | Denise Mullen     | 1.72%  | 927      |          |          |          |          |          |          |          |
| | Cross-Community Labour Alternative | Donal O'Cofaigh   | 1.12%  | 602      |          |          |          |          |          |          |          |
| | Green (NI)                         | Kellie Turtle     | 0.62%  | 335      |          |          |          |          |          |          |          |
| | Indépendant                        | Emma DeSouza      | 0.46%  | 249      |          |          |          |          |          |          |          |
| | Indépendant                        | Derek Backhouse   | 0.23%  | 128      |          |          |          |          |          |          |          |
| | People Before Profit               | Emmett Kilpatrick | 0.19%  | 103      |          |          |          |          |          |          |          |
| Électorat : 78,963 Valide : 53,743 (68.06%) Non valide : 817 Quota : 8,958 Participation : 54,560 (69.09%) |                                    |                   |        |          |          |          |          |          |          |          |          |

#### 2017
| Parti | Parti                              | Candidat           | %      | Comptage | Comptage | Comptage | Comptage |
| Parti | Parti                              | Candidat           | %      | 1        | 2        | 3        | 4        |
| --- | ---------------------------------- | ------------------ | ------ | -------- | -------- | -------- | -------- |
| | DUP                                | Arlene Foster      | 16.22% | 8,479    | 8,745    |          |          |
| | Sinn Féin                          | Michelle Gildernew | 15.28% | 7,987    | 8,228    | 9,385    |          |
| | Sinn Féin                          | Jemma Dolan        | 14.86% | 7,767    | 8,023    | 8,928    |          |
| | Ulster Unionist                    | Rosemary Barton    | 11.60% | 6,060    | 6,863    | 8,334    | 8,442    |
| | Sinn Féin                          | Seán Lynch         | 11.97% | 6,254    | 6,338    | 7,174    | 7,717    |
| | DUP                                | Maurice Morrow     | 13.59% | 7,102    | 7,332    | 7,405    | 7,411    |
| | SDLP                               | Richie McPhillips  | 9.82%  | 5,134    | 6,276    |          |          |
| | Alliance                           | Noreen Campbell    | 2.75%  | 1,437    |          |          |          |
| | TUV                                | Alex Elliott       | 1.49%  | 780      |          |          |          |
| | Cross-Community Labour Alternative | Donal Ó Cófaigh    | 1.23%  | 643      |          |          |          |
| | Green (NI)                         | Tanya Jones        | 1.05%  | 550      |          |          |          |
| | NI Conservatives                   | Richard Dunn       | 0.13%  | 70       |          |          |          |
| Électorat : 73,100 Valide : 52,263 (71.50%) Non valide : 812 Quota : 8,711 Participation : 53,075 (72.61%) |                                    |                    |        |          |          |          |          |

#### 2016
| Parti | Parti           | Candidat           | %      | Comptage | Comptage | Comptage | Comptage | Comptage | Comptage | Comptage |
| Parti | Parti           | Candidat           | %      | 1        | 2        | 3        | 4        | 5        | 6        | 7        |
| --- | --------------- | ------------------ | ------ | -------- | -------- | -------- | -------- | -------- | -------- | -------- |
| | DUP             | Arlene Foster      | 18.66% | 8,801    |          |          |          |          |          |          |
| | DUP             | Maurice Morrow     | 13.99% | 6,602    | 8,072.85 |          |          |          |          |          |
| | Sinn Féin       | Michelle Gildernew | 14.02% | 6,614    | 6,625.73 | 6,628.37 | 6,838.37 |          |          |          |
| | Ulster Unionist | Rosemary Barton    | 6.40%  | 3,018    | 3,302.74 | 3,973.08 | 4,750.48 | 4,759.94 | 7,659.94 |          |
| | Sinn Féin       | Seán Lynch         | 10.14% | 4,782    | 4,784.07 | 4,784.95 | 4,845.56 | 6,551.02 | 6,557.81 | 6,565.81 |
| | SDLP            | Richie McPhillips  | 8.51%  | 4,014    | 4,032.63 | 4,049.35 | 4,653.84 | 4,823.53 | 5,205.63 | 6,107.23 |
| | Sinn Féin       | John Feely         | 8.48%  | 4,002    | 4,003.15 | 4,004.25 | 4,088.08 | 5,581.91 | 5,585.57 | 5,590.37 |
| | Ulster Unionist | Alastair Patterson | 6.38%  | 3,010    | 3,140.41 | 3,563.25 | 4,205.18 | 4,207.18 |          |          |
| | Sinn Féin       | Phil Flanagan      | 7.31%  | 3,449    | 3,452.45 | 3,452.67 | 3,510.97 |          |          |          |
| | TUV             | Donald Crawford    | 2.47%  | 1,164    | 1,223.11 | 1,381.95 |          |          |          |          |
| | Green (NI)      | Tanya Jones        | 1.90%  | 897      | 908.73   | 919.73   |          |          |          |          |
| | Alliance        | Kerri Blyberg      | 1.14%  | 539      | 545.21   | 552.91   |          |          |          |          |
| | NI Labour       | Damien Harris      | 0.60%  | 285      | 287.07   | 290.37   |          |          |          |          |
| Électorat : 74,257 Valide : 47,177 (63.53%) Non valide : 757 Quota : 6,740 Participation : 47,934 (64.55%) |                 |                    |        |          |          |          |          |          |          |          |

#### 2011
| Parti | Parti           | Candidat           | %      | Comptage | Comptage | Comptage | Comptage | Comptage | Comptage |
| Parti | Parti           | Candidat           | %      | 1        | 2        | 3        | 4        | 5        | 6        |
| --- | --------------- | ------------------ | ------ | -------- | -------- | -------- | -------- | -------- | -------- |
| | Sinn Féin       | Michelle Gildernew | 18.98% | 9,110    |          |          |          |          |          |
| | Ulster Unionist | Tom Elliott        | 14.37% | 6,896    |          |          |          |          |          |
| | DUP             | Arlene Foster      | 14.33% | 6,876    |          |          |          |          |          |
| | DUP             | Maurice Morrow     | 10.09% | 4,844    | 4,849.46 | 4,910.98 | 5,324.24 | 7,229.24 |          |
| | Sinn Féin       | Seán Lynch         | 10.72% | 5,146    | 6,247.1  | 6,278.52 | 6,469    | 6,475.04 | 6,476.04 |
| | Sinn Féin       | Phil Flanagan      | 10.59% | 5,082    | 5,781.66 | 5,799    | 6,109.2  | 6,127.72 | 6,136.72 |
| | SDLP            | Tommy Gallagher    | 9.60%  | 4,606    | 4,947.64 | 5,304.08 | 5,639.22 | 5,940.74 | 6,074.74 |
| | Ulster Unionist | Kenny Donaldson    | 4.93%  | 2,366    | 2,368.6  | 2,525.86 | 3,200.64 |          |          |
| | TUV             | Alex Elliott       | 2.56%  | 1,231    | 1,231.78 | 1,249.78 |          |          |          |
| | Indépendant     | Pat Cox            | 2.08%  | 997      | 1,049    | 1,104.78 |          |          |          |
| | Alliance        | Hannah Su          | 1.76%  | 845      | 871.78   |          |          |          |          |
| Électorat : 70,985 Valide : 47,999 (67.62%) Non valide : 942 Quota : 6,858 Participation : 48,941 (68.95%) |                 |                    |        |          |          |          |          |          |          |

#### 2007
| Parti | Parti                  | Candidat           | %      | Comptage | Comptage | Comptage | Comptage | Comptage | Comptage | Comptage | Comptage |
| Parti | Parti                  | Candidat           | %      | 1        | 2        | 3        | 4        | 5        | 6        | 7        | 8        |
| --- | ---------------------- | ------------------ | ------ | -------- | -------- | -------- | -------- | -------- | -------- | -------- | -------- |
| | DUP                    | Arlene Foster      | 15.37% | 7,138    |          |          |          |          |          |          |          |
| | Sinn Féin              | Michelle Gildernew | 15.13% | 7,026    |          |          |          |          |          |          |          |
| | Ulster Unionist        | Tom Elliott        | 14.22% | 6,603    | 6,680.42 |          |          |          |          |          |          |
| | SDLP                   | Tommy Gallagher    | 9.56%  | 4,440    | 4,441.54 | 4,463.64 | 4,464.28 | 4,466.32 | 4,769.34 | 6,640    |          |
| | DUP                    | Maurice Morrow     | 10.12% | 4,700    | 5,098.23 | 5,098.58 | 5,120.18 | 5,304.03 | 5,333.26 | 5,345.57 | 7,013.57 |
| | Sinn Féin              | Gerry McHugh       | 10.99% | 5,103    | 5,103    | 5,277.1  | 5,277.1  | 5,278.25 | 5,665.8  | 5,747.25 | 5,776.64 |
| | Sinn Féin              | Seán Lynch         | 10.13% | 4,704    | 4,704.42 | 4,819.92 | 4,819.96 | 4,821.96 | 5,066.91 | 5,139.16 | 5,188.38 |
| | Ulster Unionist        | Kenny Donaldson    | 5.45%  | 2,531    | 2,544.09 | 2,544.44 | 2,563.52 | 2,676.46 | 2,823.64 | 2,887.01 |          |
| | SDLP                   | Vincent Currie     | 4.40%  | 2,043    | 2,043.56 | 2,065.26 | 2,065.34 | 2,069.46 | 2,260.76 |          |          |
| | Independent Republican | Gerry McGeough     | 1.75%  | 814      | 814      | 824.8    | 824.8    | 826.8    |          |          |          |
| | Alliance               | Allan Leonard      | 1.12%  | 521      | 521.49   | 522.79   | 522.83   | 535.94   |          |          |          |
| | Republican Sinn Féin   | Michael McManus    | 0.93%  | 431      | 431.21   | 432.36   | 432.4    | 432.4    |          |          |          |
| | UK Unionist Party      | Robert McCartney   | 0.84%  | 388      | 393.39   | 393.64   | 395      |          |          |          |          |
| Électorat : 65,826 Valide : 46,442 (70.55%) Non valide : 403 Quota : 6,635 Participation : 46,845 (71.16%) |                        |                    |        |          |          |          |          |          |          |          |          |

#### 2003
| Parti | Parti                | Candidat           | %      | Comptage | Comptage | Comptage | Comptage | Comptage | Comptage | Comptage | Comptage |
| Parti | Parti                | Candidat           | %      | 1        | 2        | 3        | 4        | 5        | 6        | 7        | 8        |
| --- | -------------------- | ------------------ | ------ | -------- | -------- | -------- | -------- | -------- | -------- | -------- | -------- |
| | Ulster Unionist      | Tom Elliott        | 13.39% | 6,181    | 6,284    | 7,372    |          |          |          |          |          |
| | SDLP                 | Tommy Gallagher    | 10.26% | 4,735    | 4,984    | 5,003    | 5,034.95 | 7,359.95 |          |          |          |
| | Sinn Féin            | Michelle Gildernew | 14.06% | 6,489    | 6,562    | 6,565    | 6,565    | 6,719    |          |          |          |
| | Ulster Unionist      | Arlene Foster      | 10.70% | 4,938    | 5,004    | 5,868    | 6,564.51 | 6,599.51 |          |          |          |
| | DUP                  | Maurice Morrow     | 11.99% | 5,536    | 5,546    | 5,670    | 5,684.2  | 5,689.91 | 8,669.91 |          |          |
| | Sinn Féin            | Tom O'Reilly       | 10.87% | 5,019    | 5,049    | 5,051    | 5,051    | 5,143    | 5,152    | 5,240    | 5,473.64 |
| | Sinn Féin            | Gerry McHugh       | 9.52%  | 4,393    | 4,432    | 4,436    | 4,436    | 4,594    | 4,602.71 | 4,691.71 | 5,211.5  |
| | DUP                  | Bert Johnston      | 6.70%  | 3,094    | 3,113    | 3,133    | 3,139.39 | 3,162.81 |          |          |          |
| | SDLP                 | Frank Britton      | 6.01%  | 2,772    | 2,978    | 2,994    | 3,011.75 |          |          |          |          |
| | Ulster Unionist      | Robert Mulligan    | 4.57%  | 2,110    | 2,149    |          |          |          |          |          |          |
| | NI Women's Coalition | Eithne McNulty     | 1.41%  | 650      |          |          |          |          |          |          |          |
| | Alliance             | Linda Cleland      | 0.53%  | 243      |          |          |          |          |          |          |          |
| Électorat : 64,336 Valide : 46,160 (71.75%) Non valide : 713 Quota : 6,595 Participation : 46,873 (72.86%) |                      |                    |        |          |          |          |          |          |          |          |          |

#### 1998
| Parti | Parti                | Candidat           | %      | Comptage | Comptage | Comptage | Comptage | Comptage | Comptage | Comptage | Comptage | Comptage | Comptage |
| Parti | Parti                | Candidat           | %      | 1        | 2        | 3        | 4        | 5        | 6        | 7        | 8        | 9        | 10       |
| --- | -------------------- | ------------------ | ------ | -------- | -------- | -------- | -------- | -------- | -------- | -------- | -------- | -------- | -------- |
| | SDLP                 | Tommy Gallagher    | 15.94% | 8,135    |          |          |          |          |          |          |          |          |          |
| | Ulster Unionist      | Sam Foster         | 10.95% | 5,589    | 5,686    | 5,690.2  | 5,859.9  | 7,494.9  |          |          |          |          |          |
| | Sinn Féin            | Gerry McHugh       | 10.69% | 5,459    | 5,481    | 5,576    | 5,886    | 5,899.3  | 5,914.5  | 9,096.5  |          |          |          |
| | Sinn Féin            | Michelle Gildernew | 9.21%  | 4,703    | 4,712    | 4,755.3  | 4,893.6  | 4,894.6  | 4,896.6  | 5,168.8  | 6,894.55 | 8,501.55 |          |
| | DUP                  | Maurice Morrow     | 7.81%  | 3,987    | 3,999    | 4,001.8  | 4,011.1  | 4,097.1  | 6,522.3  | 6,525.6  | 6,527.37 | 6,595.06 | 6,627.06 |
| | Ulster Unionist      | Joan Carson        | 8.62%  | 4,400    | 4,480    | 4,482.7  | 4,619.3  | 5,253.8  | 5,495.2  | 5,497.6  | 5,498.19 | 6,141.32 | 6,582.32 |
| | UK Unionist Party    | Jim Dixon          | 8.35%  | 4,262    | 4,268    | 4,268.5  | 4,299.8  | 4,365.9  | 4,879    | 4,883.1  | 4,884.28 | 4,957.84 | 5,000.84 |
| | SDLP                 | Olive Mullen       | 5.63%  | 2,872    | 2,962    | 3,485.4  | 4,302.7  | 4,338.1  | 4,352.4  | 4,482.3  | 4,548.38 |          |          |
| | Sinn Féin            | Pat Treanor        | 6.96%  | 3,552    | 3,559    | 3,585    | 3,707.7  | 3,711.3  | 3,711.3  |          |          |          |          |
| | DUP                  | Bert Johnston      | 6.06%  | 3,095    | 3,102    | 3,103.3  | 3,119.9  | 3,309.2  |          |          |          |          |          |
| | Ulster Unionist      | Bertie Kerr        | 5.06%  | 2,583    | 2,633    | 2,636.7  | 2,720    |          |          |          |          |          |          |
| | NI Women's Coalition | Marie Crawley      | 3.39%  | 1,729    | 1,982    | 2,071.3  |          |          |          |          |          |          |          |
| | Alliance             | Stephen Farry      | 1.20%  | 614      |          |          |          |          |          |          |          |          |          |
| | Natural Law          | Simeon Gillan      | 0.12%  | 63       |          |          |          |          |          |          |          |          |          |
| Électorat : 65,383 Valide : 51,043 (78.07%) Non valide : 880 Quota : 7,292 Participation : 51,923 (79.41%) |                      |                    |        |          |          |          |          |          |          |          |          |          |          |

### 1996 forum
Les candidats retenus sont indiqués en gras.
| Parti | Parti                | Candidat(s)                                                                   | Votes  | Pourcentage |
| ----- | -------------------- | ----------------------------------------------------------------------------- | ------ | ----------- |
|       | Ulster Unionist      | Ken Maginnis Sam Foster Joan Carson Bertie Kerr                               | 15,542 | 32.3        |
|       | Sinn Féin            | Gerry McHugh Michelle Gildernew Robin Martin Vincent Kelly Pat Trainor        | 11,666 | 24.2        |
|       | SDLP                 | Tommy Gallagher Anthony McGonnell Anne McQuillan Vincent Currie Mary Flanagan | 10,399 | 21.6        |
|       | DUP                  | Maurice Morrow Joseph Dodds                                                   | 6,589  | 13.7        |
|       | Alliance             | Stephen Farry Julie Greaves                                                   | 831    | 1.7         |
|       | UK Unionist          | Muriel Boston Robert Peden                                                    | 468    | 1.0         |
|       | Ulster Democratic    | Raymond Gilliland Paul Longman                                                | 464    | 1.0         |
|       | NI Women's Coalition | Roisin Keenan Audrey Johnston Florence Ellis                                  | 461    | 1.0         |
|       | PUP                  | Tracy Gould Paul Ferguson                                                     | 410    | 0.9         |
|       | Labour coalition     | Ciaran Molloy Patrick Mulholland Nigel Cooke                                  | 297    | 0.6         |
|       | Green (NI)           | Roy Hadden Roy Johnston Peg Alexander                                         | 208    | 0.4         |
|       | Workers' Party       | Tommy Owens Marian Donnelly                                                   | 199    | 0.4         |
|       | Ulster Independence  | Simon Dilworth Stuart Boyd                                                    | 189    | 0.4         |
|       | Democratic Left      | Gerry Cullen Doris Wray                                                       | 128    | 0.3         |
|       | Independent McMullan | Philip McClinchey Ann McDermott                                               | 118    | 0.2         |
|       | NI Conservatives     | William Quin Eric Milligan                                                    | 113    | 0.2         |
|       | Independent Chambers | William Chambers May Blayney                                                  | 36     | 0.1         |
|       | Natural Law          | Charles Cunningham Simeon Gillen Peter Lavery                                 | 23     | 0.0         |

### 1982
| Parti | Parti                            | Candidat         | %      | Comptage | Comptage | Comptage | Comptage | Comptage | Comptage | Comptage | Comptage | Comptage | Comptage |
| Parti | Parti                            | Candidat         | %      | 1        | 2        | 3        | 4        | 5        | 6        | 7        | 8        | 9        | 10       |
| --- | -------------------------------- | ---------------- | ------ | -------- | -------- | -------- | -------- | -------- | -------- | -------- | -------- | -------- | -------- |
| | Sinn Féin                        | Owen Carron      | 23.70% | 14,025   |          |          |          |          |          |          |          |          |          |
| | Ulster Unionist                  | Ken Maginnis     | 17.10% | 10,117   |          |          |          |          |          |          |          |          |          |
| | Ulster Unionist                  | Raymond Ferguson | 9.93%  | 5,877    | 5,884.5  | 6,215.8  | 6,268.1  | 6,966.1  | 6,976.1  | 9,403.1  | 9,921.1  |          |          |
| | SDLP                             | Austin Currie    | 11.49% | 6,800    | 7,093.1  | 7,259.4  | 7,717.5  | 7,758.1  | 8,374.4  | 8,303.1  | 8,387.1  | 12,401.7 |          |
| | DUP                              | Ivan Foster      | 7.31%  | 4,324    | 4,327.6  | 4,341.6  | 4,349.6  | 4,955.6  | 4,956.6  | 5,141.6  | 8,069.9  | 8,113.7  | 8,145.7  |
| | Sinn Féin                        | Francie Molloy   | 4.56%  | 2,700    | 6,096.3  | 6,108.5  | 6,414.4  | 6,426.7  | 6,527.8  | 6,536.4  | 6,539.7  | 6,847.8  | 7,602.8  |
| | SDLP                             | Joseph Maguire   | 4.92%  | 2,912    | 3,059.9  | 3,167.7  | 3,460.5  | 3,467.5  | 5,179.3  | 5,196.3  | 5,201.6  |          |          |
| | DUP                              | Bert Johnston    | 5.01%  | 2,965    | 2,965.9  | 2,985.9  | 2,990.2  | 3,336.2  | 3,337.2  | 3,559.2  |          |          |          |
| | Ulster Unionist                  | Cecil Noble      | 4.39%  | 2,597    | 2,601.8  | 2,683.8  | 2,706.1  | 2,964.4  | 2,970.4  |          |          |          |          |
| | SDLP                             | Fergus McQuillan | 3.87%  | 2,288    | 2,399.6  | 2,447.9  | 2,633.9  | 2,633.9  |          |          |          |          |          |
| | UUUP                             | Ernest Baird     | 3.40%  | 2,010    | 2,011.5  | 2,040.5  | 2,049.8  |          |          |          |          |          |          |
| | Parti des travailleurs d'Irlande | Tommy Owens      | 2.36%  | 1,394    | 1,480.7  | 1,724.3  |          |          |          |          |          |          |          |
| | Alliance                         | John Haslett     | 1.98%  | 1,171    | 1,177.3  |          |          |          |          |          |          |          |          |
| Électorat : 73,930 Valide : 59,180 (80.05%) Non valide : 2,171 Quota : 9,864 Participation : 61,351 (82.99%) |                                  |                  |        |          |          |          |          |          |          |          |          |          |          |

### 1975: Convention constitutionnelle
| Parti | Parti             | Candidat        | %      | Comptage | Comptage | Comptage | Comptage | Comptage | Comptage | Comptage | Comptage | Comptage |
| Parti | Parti             | Candidat        | %      | 1        | 2        | 3        | 4        | 5        | 6        | 7        | 8        | 9        |
| --- | ----------------- | --------------- | ------ | -------- | -------- | -------- | -------- | -------- | -------- | -------- | -------- | -------- |
| | Ulster Unionist   | Harry West      | 24.36% | 12,922   |          |          |          |          |          |          |          |          |
| | SDLP              | Austin Currie   | 18.82% | 9,984    |          |          |          |          |          |          |          |          |
| | Vanguard          | Ernie Baird     | 15.21% | 8,067    | 9,706.28 |          |          |          |          |          |          |          |
| | SDLP              | Thomas Daly     | 13.47% | 7,145    | 7,147.79 | 8,063.98 | 8,063.98 | 8,103.66 | 8,708.95 | 9,322.95 |          |          |
| | Ulster Unionist   | John McKay      | 6.02%  | 3,194    | 5,111.66 | 5,113.2  | 5,487.12 | 5,817.15 | 5,825.75 | 6,365.48 | 6,376.26 | 9,836.48 |
| | SDLP              | Thomas Murray   | 7.81%  | 4,143    | 4,153.85 | 4,239.54 | 4,239.86 | 4,254.62 | 4,559.72 | 4,741.67 | 5,108.19 | 5,123.19 |
| | DUP               | David Calvert   | 6.39%  | 3,389    | 3,636.07 | 3.636.51 | 4,052.99 | 4,212.2  | 4,213.45 | 4,485.99 | 4,496.77 |          |
| | Alliance          | Bill Barbour    | 2.76%  | 1,464    | 1,492.21 | 1,506.07 | 1,514.71 | 2,179.7  | 2,261.51 |          |          |          |
| | Republican Clubs  | Eugene Lyttle   | 2.83%  | 1,501    | 1,503.48 | 1,547.15 | 1,548.11 | 1,594.83 |          |          |          |          |
| | Unionist Party NI | George Cathcart | 2.35%  | 1,245    | 1,358.15 | 1,359.8  | 1,392.6  |          |          |          |          |          |
| Électorat : 70,344 Valide : 53,054 (75.42%) Non valide : 2,122 Quota : 8,843 Participation : 55,176 (78.44%) |                   |                 |        |          |          |          |          |          |          |          |          |          |

Note: Ernie Baird, David Calvert, John McKay and Harry West étaient tous des candidats approuvés par l'UUUC.

### 1973
| Parti | Parti            | Candidat         | %      | Comptage | Comptage | Comptage | Comptage  | Comptage | Comptage | Comptage |
| Parti | Parti            | Candidat         | %      | 1        | 2        | 3        | 4         | 5        | 6        | 7        |
| --- | ---------------- | ---------------- | ------ | -------- | -------- | -------- | --------- | -------- | -------- | -------- |
| | SDLP             | Austin Currie    | 19.35% | 11,016   |          |          |           |          |          |          |
| | Vanguard         | Ernest Baird     | 14.85% | 8,456    | 8,517    | 8,517.56 | 10,081.56 |          |          |          |
| | Ulster Unionist  | John Taylor      | 14.77% | 8,410    | 8,469    | 8,469.7  | 8,712.84  | 9,131.88 | 9,338.8  | 9,779.8  |
| | SDLP             | Thomas Daly      | 13.19% | 7,511    | 7,552    | 8,324.8  | 8,329.08  | 8,329.08 | 8,694.22 | 9,360.5  |
| | Ulster Unionist  | Harry West       | 14.40% | 8,198    | 8,252    | 8,252.84 | 8,336.84  | 8,491.4  | 8,674.02 | 9,084.44 |
| | SDLP             | David McQuillan  | 7.16%  | 4,074    | 4,080    | 4,558.8  | 4,558.8   | 4,559.28 | 4,792.98 | 5,175.92 |
| | Republican Clubs | James McQuaid    | 5.13%  | 2,923    | 2,930    | 3,046.62 | 3,049.76  | 3,050.24 | 3,109.64 | 3,561.4  |
| | Indépendant      | Jack Hassard     | 3.53%  | 2,008    | 2,068    | 2,190.36 | 2,209.36  | 2,219.92 | 3,076.86 |          |
| | Alliance         | Patrick Reimill  | 3.44%  | 1,960    | 2,028    | 2,050.4  | 2,067.54  | 2,070.9  |          |          |
| | DUP              | William Mitchell | 3.47%  | 1,974    | 1,992    | 1,992.98 |           |          |          |          |
| | Indépendant      | David Brien      | 0.70%  | 396      |          |          |           |          |          |          |
| Électorat : 68,733 Valide : 56,926 (82.82%) Non valide : 1,222 Quota : 9,488 Participation : 58,148 (84.60%) |                  |                  |        |          |          |          |           |          |          |          |

Note: Austin Currie, John Taylor et Harry West étaient tous membres de la Chambre des communes d'Irlande du Nord lors de sa prorogation en 1972.